# ピンスク公
ピンスク公（ロシア語: князь Пинский）は、12世紀後半にトゥーロフ公国から分離した、ピンスク公国の君主の称号である（「公」は「クニャージ」からの訳出による）。公位・公国の名は、その中心都市だったピンスクによる。

## ピンスク公の一覧
リューリク朝
- ヤロスラフ・ユーリエヴィチ（在位：1182年頃）
- ヤロポルク・ユーリエヴィチ（在位：? - 1190年[1] - 1204年?）
- ウラジーミル・グレボヴィチ（在位：?）
- ウラジーミル・スヴャトポルコヴィチ（在位：1207年 - 1228年以前）
- ロスチスラフ・スヴャトポルコヴィチ（在位：1228年頃 - ）※ステパニ公ロスチスラフと同一人物とする説がある。
- ミハイル・ウラジミロヴィチ（在位：1247年頃）
- フョードル・ウラジミロヴィチ（在位：?）
- デミド・ウラジミロヴィチ（在位：?）
- ユーリー・ウラジミロヴィチ（在位：?）

ゲディミナス朝（※以下、ラテン文字はリトアニア語表記）
- ゲディミナス（1320年以降）
- ナリマンタス（1340年 - 1348年）
- Mikalojus Narimantaitis（1348年 - ?）
- Vasilijus Michailovičius (Narimantaitis)（14世紀）
- Jeržis Vasiljevičius (Narimantaitis)（1398年以前 - 1410年頃）
- Jeržis Semenovičius（1440年以前 - 1471年頃）
- Marija Olelkaitė（1471年 - 1501年）
- Vasilijus Olelkaitis（1480年 - 1495年）
- Teodoras Ivanovičius Jaroslavičius（1501年 - 1521年）

## 外部サイト
- Родословие турово-пинских князей.